# Phrynobatrachus petropedetoides
Phrynobatrachus petropedetoides es una especie de anfibio anuro de la familia Phrynobatrachidae.

## Distribución geográfica
Esta especie se encuentra en el este de la República Democrática del Congo, el suroeste de Uganda y el oeste de Tanzania.

## Taxonomía
Laurent eliminó esta especie de su sinonimia con Phrynobatrachus dendrobates donde había colocado Loveridge. Sin embargo, Drewes y Vindum admiten que no ven ninguna diferencia en los especímenes recolectados, excepto los recolectados por Laurent.

## Publicación original
- Ahl, 1924 : Neue afrikanische Frösche. Zoologischer Anzeiger, vol. 61, p. 99-103.[4]